# مراوه‌تپه (اندیس)
مراوه تپه یک اندیس غیرفلزی است که در  استان گلستان قرار دارد و مادهٔ معدنی موجود در آن، کلسیت است.سنگ میزبان این اندیس سنگ آهک است و دیرینگی آن به دوران پالئوژن می‌رسد.